# Engoulevent d'Archbold
Eurostopodus archboldi
Espèce
Statut de conservation UICN

 LC  : Préoccupation mineure
L’Engoulevent d'Archbold (Eurostopodus archboldi) est une espèce d'oiseaux de la famille des Caprimulgidae.
Son nom commémore l'ornithologue Richard Archbold (1907-1976).
Cet oiseau peuple la chaîne Centrale (Nouvelle-Guinée).